# Ogcodes colei
Ogcodes colei är en tvåvingeart som beskrevs av Curtis W. Sabrosky 1948. Ogcodes colei ingår i släktet Ogcodes och familjen kulflugor. Inga underarter finns listade i Catalogue of Life.